# Jeu de hasard (nouvelle)
Jeu de hasard (A Matter of Chance en anglais) est une nouvelle de Vladimir Nabokov parue en russe en juin 1924 à Riga. La nouvelle fait aujourd'hui partie du recueil l'Extermination des tyrans.

## Contexte
Vladimir Nabokov donne une explication sur la raison de la publication dans une revue lettone :

« Sluchajnost, l'un de mes premiers récits, fut écrit au début de 1924, époque où je profitais des derniers charmes de ma vie de célibataire, mais cette nouvelle ne fut pas acceptée par Roul, le quoditien des émigrés à Berlin (« Nous n'imprimons pas d'histoire de cocaïnomanes », déclara le rédacteur du même ton que devait utiliser trente ans plus tard Ross, du New Yorker, pour rejeter Les sœurs Vane : « Nous ne publions pas d'acrostiches ! »).
Le texte fut alors soumis, par l'entremise d'un excellent ami et non moins remarquable écrivain, Ivan Lukash, à un journal d'émigrés d'esprit plus éclectique de Riga, Сегодня, où il fut finalement publié le 22 juin 1924. J'aurais bien été incapable d'en retrouver la trace, si Andrew Field ne l'avait pas redécouvert il y a de cela quelques années. »

— Vladimir Nabokov, L'Extermination des tyrans, 1975.

## Personnages
- Alexeï Lvovitch Loujine : exilé russe après la Révolution, serveur dans une voiture-restaurant d'un train allemand.
- Elena Nicolaievna Loujine : exilée de fraîche date d'Union soviétique et... épouse d'Alexei Loujine.
- Hugo : collègue d'Alexeï Loujine
- Max : collègue d'Alexeï Loujine
- Marie Oukhtomski : vieille princesse russe
- Divers voyageurs allemands

Toute la nouvelle se déroule au début août 1924 dans un Schnellzug, un train de nuit, entre Berlin et la France.

## Résumé
Russe déraciné de sa patrie par la Révolution, Alexeï Lvovitch Loujine a fui son pays natal et enchaîné les petits boulots au gré de son exil en Occident. Depuis quelque temps, il travaille comme serveur dans le wagon-restaurant d’un train allemand qui relie Paris et Berlin. « La vie de Loujine se confondait avec ce va-et-vient sur des rails d’acier, sans avoir le temps de penser, de se souvenir, si ce n’est parfois la nuit dans un recoin étroit aux relents de poisson et de chaussettes sales. »
Ses deux collègues, Max et Hugo l’apprécient. « Mais, depuis quelque temps, le sourire de Loujine se faisait plus rare. » Il n’a pas vu sa femme, Lena, depuis cinq ans, et malgré sa consommation de cocaïne, il se met à nourrir des idées noires : il a décidé de mettre fin à ses jours et a même choisi soigneusement la date, dans la nuit du 1er au 2 août. Ce qui le fascine, plus que l’idée de la mort, ce sont les préparatifs du suicide.
Le récit commence au départ de Berlin à 18 heures 30, le soir du 1er août...
La vieille princesse Oukhtmanski occupe un compartiment qu'elle partage avec une jeune femme et des voyageurs allemands. Faisant connaissance de sa vis-à-vis, qui parle russe et arrive tout récemment de Pétrograd, elle découvre qu'elle connaissait les parents du mari de celle-ci. La jeune femme est préoccupée par son alliance : « Je n'arrête pas de perdre mon alliance. J'ai dû maigrir. » Les deux voyageuses russes échangent un brin de conversation. Elena révèle qu'elle n'a plus de nouvelle de son mari depuis cinq ans et que la Révolution les a séparés. Elle avait décidé de le considérer comme mort, mais on vient de lui apprendre qu'il serait en vie.

« D'un geste rapide elle sortit de son réticule, dont la soie commençait à se déchirer, un page pliée du Roul.
- Tenez, regardez.
La princesse Oukhtomski mit ses lunettes et lut :
- « Elena Nikolaievna Loujine recherche son mari Alexeï Lvovitch Loujine... »

— Vladimir Nabokov, Jeu de hasard.
Alexeï Loujine aperçoit fugitivement la princesse dans le compartiment, mais préoccupé par le service du restaurant, il ne parvient pas à la reconnaître...

« Dans un compartiment, il eut la vision fugitive du visage bouffi et jaunâtre d'une femme âgée qui déballait un sandwich. Quelque chose d'extrêmement familier dans ce visage le frappa. Comme il se hâtait de revenir à son poste, il continuait de s'interroger sur son identité. C'était comme s'il avait déjà rencontrée dans un rêve. Mais la sensation que son corps allait dans un éternuement chasser son âme se faisait plus oppressante... Pourtant, il était sur le point de se souvenir à qui elle ressemblait. Mais plus il tendait son esprit, plus il s'irritait de sentir la ressemblance lui échapper. »

— Vladimir Nabokov, Jeu de hasard.
Entretemps, Elena s'est rendue au wagon-restaurant, mais harcelée par un voyageur trop entreprenant, elle rebrousse chemin. Dans l'incident, elle perd son alliance. C'est Max qui retrouve le bijou en balayant le wagon un peu plus tard. Comme il est incapable de déchiffrer l'inscription « 1 - VIII - 1915. Alexeï », qu'il prend pour du chinois, il empoche discrètement la bague, à quelques pas de Loujine, qui n'a rien remarqué.
Loujine descend alors sur le quai, « comme s'il partait en promenade », et se jette sous les roues d'un express qui traverse la gare.